# Ryszard Kapuściński
Ryszard Kapuśćiński (Pinsk, Bjelorusija, ondašnja Poljska, 4. ožujka 1932. – Varšava, Poljska, 23. siječnja 2007.) najznačajniji je poljski putopisac.
Svojim reportažama stekao je cijenjenost po pitanju država bivšeg SSSR-a i Trećeg svijeta.
Napisao je dvadesetak putopisnih knjiga. U njima se bavi afričkim, južnoameričkim i srednjoazijskim zemljama. U svojim esejističkim reportažama pristupa i putopisno, historiografski i antropološki. Djela su mu prevedena na više od trideset jezika. Često ga se spominjalo kao favorita za dobivanje Nobelove nagrade. 
Djelo Imperij (prevedeno na 12 jezika) mu je na Frankfurtskom knjiškom sajmu proglašeno knjigom godine.
Smatra se najvećim poljskim književnim putopiscem 20. stoljeća. Obrazovanjem povjesničar, novinar svjetskog glasa i univerzalnih interesa, jedan je od najprevođenijih poljskih pisaca.
Pisati je počeo kao student, a s 23 godine opisao je teške radne uvjete izgradnje Nove Hute (soc-aglomerat pored Krakowa) za što je nagrađen Zlatnim križem. Na prvo novinarsko putovanje otišao je u Indiju s 24 godine. Uskoro odlazi u Kinu. Otada do smrti putovao je svijetom, a posebne teme njegova zanimanja bile su zemlje takozvanog Trećeg svijeta. Kao dugogodišnji izvjestitelj poljske službene novinske agencije pratio je zbivanja u Africi (tada pedesetak zemalja). U Hondurasu je bio u vrijeme građanskog rata, a nakon toga uredio je i preveo književnu ostavštinu Che Guevare. Bio je uvijek tamo gdje su svjetski relevantni događaji zahtijevali pozornost pa je tako u Poljskoj svjedočio nemirima u Gdanjsku, a od 1989. do 1992. putovao je europskim i azijskim dijelovima Sovjetskog Saveza (u kojem se nakon Drugog svjetskog rata našao i njegov rodni grad – danas Bjelorusija).
Mnogo puta zatvaran, četiri puta osuđivan na smrt, stalno zainteresiran taj je novinar zaista bio "odgovorni svjedok" svijeta koji je živio i promatrao. Ostalo je zabilježeno da nikad na press konferencijama nije postavljao pitanja, što upravo govori o njegovoj svijesti da kao novinar gleda i prenosi.
Za života je objavio 19 knjiga, od čega dvije fotomonografije, a nakon smrti drugi su prikupili njegovu razbacanu baštinu pa su nastale i nove postumne knjige. Neke od njih posvećene su njegovu književnom, posebice poetskom radu za koji je također nagrađivan, a bio je kandidat i za Nobelovu nagradu.
I danas su aktualne njegove knjige kao što je Šah (Mohammed Reza Pahlavi) ili Imperij (Sovjetski Savez) jer je svojim umijećem da vidi i pronikne u bit činjenica postao dugoročni autoritet za mnoga relevantna svjetska pitanja, usprkos činjenici da se upravo ovog 23. siječnja navršava deset godina od njegove smrti.
Knjige velikog poljskog novinara i književnika Ryszarda Kapuścińskog u Hrvatskoj je zasad objavio samo AGM. Knjiga Putovanja s Herodotom (AGM, 2011.) posvećena je njegovim razmišljanjima o socijalnim pitanjima i ratu kroz prva putovanja (u Indiju, Kinu i Afriku) uz konzultacije Herodota, dok u knjizi Car daje portret Haila Selasija kroz razgovore s njegovim suradnicima i sliku Etiopije tog vremena kojoj je i sam nazočio. Obje knjige preveo je Mladen Martić.
Ryszard Kapuściński govorio je i prevodio s pet jezika, utjecao na mnoge velikane pisane riječi, a o diktaturama, globalnim kretanjima te po stilskim karakteristikama svoga pisanja jednako je aktualan i zanimljiv kao i za života. 

## Djela
(popis nepotpun)
- "Imperij", 1993.
- "Putovanja s Herodotom", (AGM, Zagreb, 2011.)
- "Car", (AGM, Zagreb, 2016.)

## Vanjske poveznice
- Stranica o Kapuścińskom
- Članak u "Vjesniku"[neaktivna poveznica]